# 王柱 (萬曆進士)
王柱（？—？），號默斋，山西平陽府解州民籍陕西西安府朝邑县人，明朝政治人物。

## 生平
萬曆七年（1579年）己卯科山西鄉試舉人，二十六年（1598年）戊戌科進士。吏部觀政，官至南乐县知县，二十九年改任教授。